# Ray Stevens
Ray Stevens (nacido Harold Ray Ragsdale, el 24 de enero de 1939) es un cantante y compositor estadounidense de country y pop conocido por sus novelty songs.

## Premios y reconocimientos
Stevens ha estado nominado 11 veces a los premios Grammy y ha ganado dos: uno por "Everything Is Beautiful" y otro por los arreglos de su versión "country and western" del jazz standard "Misty" (1975). Stevens entró en el Nashville Songwriters Hall of Fame en 1980; el mismo año también ingresó al Georgia Music Hall of Fame.

## Otros premios
- 1969: Gold Single — "Gitarzan"
- 1970: Gold Single — "Everything Is Beautiful"
- 1970: Grammy — "Everything Is Beautiful" (Best Male Pop Vocal Performance)
- 1974: Gold Single — "The Streak"
- 1975: Grammy — "Misty" (Best Arrangement of the Year)
- 1980: Nashville Songwriters Hall of Fame
- 1980: Georgia Music Hall of Fame
- 1984: Gold Album — "He Thinks He's Ray Stevens"
- 1985: Gold Album — "I Have Returned"
- 1986: Music City News Comedian of the Year
- 1986: #1 Country Album Plaque from Billboard — "I Have Returned" (fin de semana 15 de marzo de 1986)
- 1987: Music City News Comedian of the Year
- 1987: Platinum Album — "Greatest Hits"
- 1987: Gold Album — "Greatest Hits, Volume Two"
- 1988: Music City News Comedian of the Year
- 1989: Music City News Comedian of the Year
- 1990: Music City News Comedian of the Year
- 1990: Gold Album — "All-Time Greatest Comic Hits"
- 1991: Music City News Comedian of the Year
- 1992: Music City News Comedian of the Year
- 1992: #1 Home Video Plaque from Billboard — "Comedy Video Classics"
- 1992: Ten Times-Platinum Home Video — "Comedy Video Classics"
- 1993: Billboard Home Video of the Year
- 1993: Music City News Comedian of the Year
- 1993: Platinum Home Video — "Ray Stevens Live!"
- 1994: Music City News Comedian of the Year
- 1995: Platinum Home Video — "Get Serious!"
- 1995: Country Weekly Golden Pick Award "Best Comedian"
- 2001: Atlanta Country Music Hall of Fame
- 2002: Gold Single — "Osama Yo' Mama"
- 2009: Christian Music Hall of Fame

## Discografía
- Ray Stevens discography